# 韦伊诺·坦纳

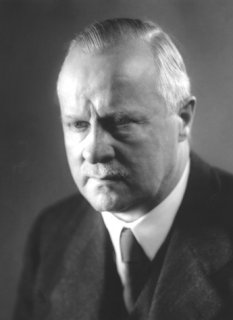
韦伊诺·坦纳

韦伊诺·坦纳（芬蘭語：Väinö Tanner，1881年3月12日—1966年4月19日），芬蘭穩健政治領袖、國務活動家、內閣總理。1907年以社會民主黨黨員身分進入芬蘭議會。